# Miles Hyman
Miles Hyman (Bennington (Vermont), 27 september 1962) is een Amerikaans tekenaar en stripauteur. 

## Carrière
Hyman groeide op in een universiteitsstad en kwam al vroeg in aanraking met de comics uit Mad Magazine en van Crumb en Shelton. Hij leerde als kind ook Kuifje kennen en leerde later Frans om de Franse strips te kunnen lezen. Op zijn negentiende verhuisde hij naar Frankrijk om in Aix-en-Provence een schilderscursus te volgen. Vandaar verhuisde hij naar Parijs en vervolgens naar Los Angeles. Na acht jaar keerde hij echter terug naar Frankrijk. Hij tekent voor de Franse en Amerikaanse pers en illustreert boeken en boekomslagen. Hij heeft een voorliefde voor Amerikaanse detectiveromans en verstripte met verschillende scenaristen enkele iconische boeken uit dit genre.